# Chemin de fer du Bocq
Pour les articles homonymes, voir CFB.
Le Chemin de fer du Bocq (CFB), émanation de l'a.s.b.l. "Patrimoine Ferroviaire et Tourisme" (PFT), est une association qui exploite depuis 1992 l'ancienne ligne 128 de la SNCB qu'elle rénove progressivement.

## Le train touristique

### La ligne Ciney - Yvoir
L'association tire son nom de la "ligne du Bocq", qui fait référence à la rivière qui a creusé la vallée qu'elle parcourt.
La ligne du "CFB" se détache de celle de la SNCB (L-162) après l'ancienne gare de Braibant.
La ligne à voie unique parcourt des paysages pittoresques, en desservant les gares de Ciney, Spontin, Dorinne-Durnal, Purnode et enfin la gare de Bauche (à terme les gares de Yvoir-Carrières et Yvoir seront rétablies d'ici 2026).
La gare de Spontin est le cœur même de l'asbl, elle est équipée d'un hangar/atelier et des voies de garages.

### Les ouvrages d'art
Plusieurs[Combien ?] ouvrages d'art ont été construits sur les 18 kilomètres de la ligne, notamment trois tunnels successifs entre Dorinne-Durnal et Purnode.

### Les circulations
Le train touristique circule pendant la belle saison (entre avril et septembre) tous les week-ends (et durant les périodes de congés scolaires) en autorail et en locomotive diesel (depuis 2017 il n'y a plus de voyage en traction vapeur, faute de locomotive à vapeur opérationnelle).
Plusieurs trains spéciaux annuels sont également autant d'occasions de mettre en valeur la collection de matériel roulant de l'association.
Durant l'inter-saison (entre décembre et mars), il n'y a pas de circulation touristique, mais les bénévoles de l'association travaillent à l'entretien de la ligne, des matériels roulants sur place ainsi qu'à la reconstruction progressive du reste de la ligne.

### Les événements
Le "CFB" organise des événements tout au long de l'année (trains ou journées à thèmes).
Voici la liste complète :
- Le "Saint-Valentrain" : Cet événement à lieu à la mi-février.
- Le Train de "Pâques" : Cet événement à lieu début avril.
- Le Train restaurant "Bocq Gourmand du Solstice" : Cet événement à lieu à la mi-juin.
- Le "Rando-Train" : Cet événement à lieu un dimanche par mois entre avril et novembre.
- La "Brocante de Spontin" : Cet événement à lieu début août.
- Le "Safari Photo" : Cet événement à lieu le week-end du 15 août.
- La "Fête du Rail" : Cet événement à lieu le week-end du 15 août.
- Le Train "d'Halloween" : Cet événement à lieu fin octobre.
- Le Train restaurant "Bocq Gourmand d'automne" : Cet événement à lieu à la mi-novembre.
- Le Train de "Saint-Nicolas" : Cet événement à lieu sur deux weekends entre fin novembre & début décembre.

### Les tournages de films, séries & émissions
Le "CFB" est connu également pour son ambiance d'antan, idéal pour réaliser des films (ou séquences de films), séries, émissions, publicités, etc. Voici une liste non exhaustive :
- Sans Rancune (2009).
- Mr Nobody (2009).
- Gaspard vas au mariage (2017).
- The Happy Prince (2018).
- Io sto bene (2020).
- Een goed jaar (2020).
- Deep fear (2022).
- Mauvaise Pioche (2022).
- Toto se met au vert (2023).
- Les Rivières pourpres - Saison 4 - Épisode 1 (2022).
- L'amour est dans le pré 2023 (15e saison - Épisode 1).

...

## Historique
- Le 11 septembre 1992, un autorail circule pour le compte du PFT entre Ciney et Spontin sources. Il circulera plusieurs fois par an.
- En 1999, l'association propose une exploitation chaque samedi de l'été, grâce à des autorails résidents sur la ligne. La réhabilitation du tronçon Spontin Sources - Dorinne-Durnal débute.
- En 2007, la ligne fête son centenaire. L'association marque le coup en inaugurant le tronçon Dorinne-Durnal - Purnode, majoritairement en ligne droite au prix d'un bel enchaînement de ponts et tunnels.
- En 2008, un second quai est aménagé à Spontin afin de simplifier les montées et descente des voyageurs lors des exploitations avec plusieurs convois. Un aiguillage est également posé à Dorinne-Durnal dans la perspective de l'ajout d'une voie de garage supplémentaire. L'acquisition d'un wagon nacelle permet aussi une inspection (et un déboisement) des parois rocheuses.
- En 2009, un petit pont métallique surplombant un ruisseau est remplacé à proximité de la gare de Sovet.
- En 2010, une troisième voie est posée à Dorinne-Durnal afin d'y garer le matériel d'infrastructure moins sollicité. Les 175 ans des chemins de fer belges sont fêtés par un festival vapeur présentant 5 locomotives à vapeur en chauffe.
- En 2011, une nouvelle section d'un peu plus d'un km est parcourable, reportant l'extrémité exploitable de la ligne à mi-chemin entre Purnode et Evrehailles-Bauche. On s'attaque à la courbe suivante, alors que débute également la construction d'une cabine de signalisation mécanique et des funiculaires de commande à Spontin et la pose d'un aiguillage supplémentaire à Dorinne-Durnal.
- En 2012, la troisième voie de la gare de Dorinne-Durnal est raccordée à ses deux extrémités, alors que deux tronçons de ~150m entre Spontin et Dorinne font l'objet d'un remplacement ballast - traverses. Le festival du 15 août fait de nouveau la part belle à la vapeur avec la participation d'une locomotive allemande (141T) BR 65.018 préservée par l'association néerlandaise "SSN" (Stoom Stichting Nederland) à l'occasion des 20 ans d'existence du "CFB".
- En 2013, un nouveau tronçon de ~180m est remis à niveau sur le tronçon parcourable, alors que des engins légers atteignent le passage à niveau d'entrée de Evrehailles-Bauche. Le but étant de débroussailler ce tronçon en préparation de sa remise en état. Un aiguillage supplémentaire est posé à Spontin à proximité de la gare. L'autorail de service ES102 est remplacé par une voiture atelier plus spacieuse. Au niveau du matériel roulant, outre l'ES102, la CFL 806 et l'autorail 4333 cèdent la place aux autorails 4602 et 554.18, ainsi qu'aux locomotives 5215 et 7341.
- En 2014, deux ponts métalliques sont déposés et font l'objet d'une rénovation en profondeur. Une nouvelle voie à quai (en impasse) est créée face au bâtiment de la gare de Spontin. En saison, deux voitures restaurant y stationnent afin d'accueillir les visiteurs (buvette + shop). Un signal de sortie (mécanique) et un signal d'entrée (lumineux) sont activés de part et d'autre du tunnel de Spontin afin de contrôler les circulations de (et vers) Dorinne-Durnal. Des matériaux sont acquis (traverses en béton et rails de 50 kg) pour renouveler la voie entre les BK (bornes kilométriques) 15 et 16 (entrée d'Evrehailles - Bauche). Le festival du 15 août fait à nouveau la part belle à la vapeur avec la participation de la plus ancienne locomotive belge encore en service, construite par la Société de Saint-Léonard, à Liège en 1893 et restaurée au Stoomcentrum Maldegem.
- Le 12 juin 2015, à la veille de l'entrée en vigueur d'une nouvelle réglementation sur l'exploitation des lignes touristiques en Belgique, la section entre Purnode et le passage à niveau à l'entrée de Bauche est inaugurée à son tour[1]. L'association doit également procéder en cette fin 2015 au démontage d'une partie du tronçon Ciney - Braibant en raison des travaux de rectification des courbes de la ligne 162 qui y est attenante. Le chemin de fer touristique restera deux ans coupé du réseau national. La motrice 5215, qui était toujours dans son jus, est remplacée par sa consœur la 5205, entièrement rénovée, juste avant ces travaux.
- En 2016, l'équipe bénévole chargée de l'infrastructure se consacre principalement au remontage d'une moitié de la section déferrée en 2015 afin de desservir à nouveau la gare de Braibant. La remise en état d'une bourreuse récemment acquise permet de dresser la voie. Faute de raccordement au réseau ferré national, le festival annuel se mue en un spectacle théâtral familial intitulé "la féerie du rail".
- En 2017, le tronçon subsistant est reposé, avec remplacement des traverses en bois qui y subsistaient, mais cette section reste temporairement non parcourable dans l'attente de son reballastage.
- En 2018, L'accès en gare de Ciney est à nouveau possible avec des voyageurs. La petite remise de Spontin est dotée d'un sol en dur alors qu'un tronçon en courbe de 40 m à l'entrée du tunnel de Spontin, dont les attaches étaient fort sollicitées par les efforts de dilatation, a été renouvelé est son assiette drainée. L'association a aussi eu l'opportunité d'acquérir un important stock de traverses en béton de réemploi. Le festival annuel fait la part belle au matériel de traction récent (opérateurs fret et infrastructure). La 5528 d'Infrabel en est la tête d'affiche à la suite de sa remise en peinture dans une livrée des années 1960.
- En 2019, un tronçon de 150 mètres à l'entrée est de la gare de Dorinne-Durnal dégradé par des coulées de boue est entièrement renouvelé, avec pose d'un drain plus important. Le tronçon non parcourable fait l'objet d'un débroussaillage conservatoire alors que le tronçon parcourable fait l'objet d'un entretien courant. Une journée photo est organisée en mai et est l'occasion de repeindre deux locomotives et une voiture M2. Le festival annuel du 15 août est centré sur la thématique des services de secours et voit la participation de la locomotive vapeur 29.013 de la SNCB. Une dernière phase de travaux en gare de Ciney est prévue en fin de saison.
- L'année 2020 est marquée par le confinement découlant de la pandémie de Covid-19. Les chantiers d'infrastructures (finalisation du renouvellement initié en 2019 et préparation d'une extension entre Evrehailles et Yvoir-Carrières) sont arrêtés mi mars, alors que les circulations de printemps sont annulées et le festival du 15 août également.
- En mai 2022, le PFT obtient finalement de la SNCB l'autorisation d'exploiter la ligne jusqu'à Yvoir[2]. L'autorisation précédente ne couvrait la ligne que jusqu'à Yvoir-Carrières à cause des frais et travaux à engager pour sécuriser le long tunnel potentiellement déstabilisé par les explosifs utilisés dans le cadre de l'exploitation de la carrière le surplombant.
- Fin décembre 2022, la Région Wallonne officialise un subside d'une valeur de 1 300 000 € afin de pérenniser la ligne 128 dite "Chemin de Fer du Bocq". Il doit permettre de financer les travaux de prolongation des voies ferroviaires et la remise en service de la gare de Evrehaille-Bauche, à développer des activités annexes à la gare de Spontin, à créer une voie d’embarquement à Ciney et à terme de rejoindre à nouveau Yvoir[3],[4].

## Les Gares
- Ciney - gare SNCB.
  - Actuellement (en 2024) le seul quai accessible à Ciney est celui de la voie 5 de la gare SNCB.
  - Projet : Une nouvelle gare "privée" sera construite en 2026 sur un terrain libéré au terme des travaux de réorganisation de la gare de Ciney par Infrabel.
- Halloy
  - Halte facultative (desservie entre 1992 et 2015).
  - Quai très court et démonté en 2015 afin de pouvoir ripper la voie.
- Braibant
  - Halte facultative (desservie depuis 1992).
  - Quai long et passage à niveau commandé (démontés depuis 2015 dans le cadre des travaux de réfection de la ligne 162).
  - Remplacé par un quai court en 2017.
- Sovet
  - Gare en fond de tranchée.
  - Non desservie (pas de quai).
- Senenne
  - Halte facultative (desservie depuis 1992).
  - Quai court.
- Spontin
  - Centre névralgique de la ligne touristique / point de vente / buvette de l'association (desservie depuis 1992).
  - Voie d'évitement / croisement, remise à autorail et locomotive diesel.
  - Signalisation mécanique.
  - Projet : Remettre la disposition des voies comme à l'origine de la gare (d'ici 2025).
- Dorinne - Durnal (hameau de Chansin, entre les deux villages).
  - Bâtiment voyageurs et quais restaurés "à l'identique".
  - Gare de croisement et base "infrastructure" (voie d'évitement / croisement et voie de garage).
  - Rouverte à la circulation (depuis Spontin) en 2002 (2003 pour la voie d'évitement).
  - Signaux mobiles (drapeaux).
- Purnode (gare isolée du village, à proximité du camping du "Bocq").
  - Halte desservie (vers Yvoir) et facultative (uniquement vers Spontin).
  - Quai court, à voie unique.
  - Rouverte à la circulation en 2007.
- Bauche (hameau d'Évrehailles), 
  - Quai provisoire très court juste avant le passage à niveau en amont de la gare depuis 2015.
  - Projet : Quais central et 2 voies d'évitement à reconstruire, signaux lumineux - cabine "tout relais" (d'ici 2025).
  - Fin de la section en état d'être exploitée.
- Yvoir-Carrière (hameau d'Yvoir).
  - Projet : Un quai long (subsistant) et une voie (voie unique) à reconstruire.
- Yvoir - gare SNCB.
  - Projet : Selon le plan de voie que conservera Infrabel au moment de la réactivation de ce tronçon, soit utiliser la voie 3 de la gare de Yvoir pour y faire correspondance directe avec les trains de la SNCB (vers Namur/Bruxelles et vers Dinant/Libramont), soit construire un quai juste avant le passage à niveau de la gare d'Yvoir.
  - Futur terminus du chemin de fer touristique.

## La "Fête du Rail" (fête annuelle de l'association)[5]
La "Fête du Rail" ("Spoorfeest" en néerlandais) a lieu chaque année le week-end du 15 août. À cette occasion l'association met en service un maximum de ses locomotives en service, en traction diesel et/ou à vapeur et qui assurent des trains tout au long de ce week-end spécial (les départs ont lieu en général toutes les heures). Des animations sont également proposées à Spontin.
Le Festival Vapeur 2010, a eu lieu les 14 & 15 août. Cinq locomotives à vapeur étaient en service (dont quatre invitées) :
- La locomotive à vapeur (030T) Tubize no 2069 dite "HELENA" (1927) venant du Stoomtrein Dendermonde-Puurs.
- La locomotive à vapeur (030T) TKH no 5387 dite "Général Maczek" (1959) venant du Stoomtrein Maldegem-Eeklo.
- La locomotive à vapeur (030T) Énergie 507 (1946) venant du Train 1900 (Luxembourg).
- La locomotive à vapeur 29.013 (1945) venant de la SNCB-Holding (SNCB patrimoine devenu Train World en 2015).
- La locomotive à vapeur P8 - 64.169 (1921) du PFT.

Le Festival Vapeur & Diesel 2011, a eu lieu les 13, 14 & 15 août. Deux locomotives à vapeur étaient en service (dont une invitée) :
- La locomotive à vapeur (030T) Tubize no 2069 dite "HELENA" (1927) venant du Stoomtrein Dendermonde-Puurs.
- La locomotive à vapeur P8 - 64.169 (1921) du PFT.
- Six locomotives diesel historique de l'association : 5183 (1963), 5941 (1954), 6077 (1965), 7005 (1954), 806 (ex CFL) (1954) & 202.020 (ex 1602 des CFL) (1955).

Le Festival Vapeur 2012, a eu lieu les 11, 12 & 15 août, sur le thème : Spécial 20e Anniversaire de l'asbl (1992-2012). Cinq locomotives à vapeur étaient en service (dont quatre invitées) :
- La locomotive à vapeur (030T) TKH no 5387 dite "Général Maczek" (1959) venant du Stoomtrein Maldegem-Eeklo.
- La locomotive à vapeur (030T) Énergie 507 (1946) venant du Train 1900 (Luxembourg).
- La locomotive à vapeur 29.013 (1945) venant de la SNCB-Holding (SNCB patrimoine devenu Train World en 2015).
- La locomotive à vapeur P8 - 64.169 (1921) du PFT.
- La locomotive à vapeur (141T) BR 65.018 (1955) venant du Stoom Stichting Nederland (Pays-Bas).

Le Festival Diesel 2013, a eu lieu les 17 & 18 août. Deux locomotives à vapeur étaient en service (dont une invitée) :
- La locomotive à vapeur (030T) Tubize no 2069 dite "HELENA" (1927) venant du Stoomtrein Dendermonde-Puurs.
- La locomotive à vapeur P8 - 64.169 (1921) du PFT.
- Neuf locomotives diesel historique de l'association : 5001 (ex 5117) de 1972, 5128 (1962), 5183 (1963), 5941 (1954), 6077 (1965), 6106 (1965), 7005 (1954), 7305 (1965) & 7341 (1973).
- La locomotive diesel 6406 (1962) venant de la SNCB-Holding (SNCB patrimoine devenu Train World en 2015).

Le Festival Vapeur 2014, a eu lieu les 15, 16 & 17 août. Cinq locomotives à vapeur étaient en service (dont quatre invitées) :
- La locomotive à vapeur (020T) Saint-Léonard no 947 dite "YVONNE" (1893) venant du Stoomtrein Maldegem-Eeklo.
- La locomotive à vapeur (030T) TKH no 5387 dite "Général Maczek" (1959) venant du Stoomtrein Maldegem-Eeklo.
- La locomotive à vapeur (030T) Tubize no 2069 dite "HELENA" (1927) venant du Stoomtrein Dendermonde-Puurs.
- La locomotive à vapeur (030T) Énergie 507 (1946) venant du Train 1900 (Luxembourg).
- La locomotive à vapeur P8 - 64.169 (1921) du PFT.

Le Festival Vapeur 2015, a eu lieu les 15 & 16 août. Cinq locomotives à vapeur étaient en service (dont quatre invitées) :
- La locomotive à vapeur (020T) Saint-Léonard no 947 dite "YVONNE" (1893) venant du Stoomtrein Maldegem-Eeklo.
- La locomotive à vapeur (030T) TKH no 5387 dite "Général Maczek" (1959) venant du Stoomtrein Maldegem-Eeklo.
- La locomotive à vapeur (030T) Énergie 507 (1946) venant du Train 1900 (Luxembourg).
- La locomotive à vapeur (030T) La Meuse no 3 dite "Bison" (1928) venant du Stoomtrein Goes-Borsele (Pays-Bas).
- La locomotive à vapeur P8 - 64.169 (1921) du PFT.

La Féerie du Rail 2016, a eu lieu les 13 & 14 août. Le festival en tant que tel n'a pas eu lieu en raison de la coupure de la ligne du réseau national. Remplacé par un spectacle à la gare de Spontin.
Le Fête du Rail 2017, a eu lieu les 12, 13 & 15 août. Deux locomotives à vapeur étaient invitées (en services) :
- La locomotive à vapeur (030T) FUF HSP no 1378 (1922) venant du Stoomtrein Dendermonde-Puurs.
- La locomotive à vapeur (030T) Austerity WD-75196 dite "Errol Lonsdale" (1953) venant du Stoomtrein Maldegem-Eeklo.
- Trois locomotives diesel historique de l'association : 5183 (1963), 5205 (1955) & 202.020 (ex 1602 des CFL) (1955).
- Quelques locomotives venant de différentes sociétés privée étaient également présente (en service ou en exposition) :
  - DB Cargo : La locomotive diesel 6506 (1994).
  - Lineas : Les locomotives diesel 7784 (2002), 7868 (2005) & Class 66 no 513-10 (2004).

La Fête du Rail 2018, a eu lieu les 15, 18 & 19 août. Une locomotive à vapeur était invitée (en service) :
- La locomotive à vapeur (030T) TKH no 5387 dite "Général Maczek" (1959) venant du Stoomtrein Maldegem-Eeklo.
- Trois locomotives diesel historique de l'association : 5183 (1963), 5205 (1955) & 7402 (1977).
- Quelques locomotives venant de différentes sociétés privée étaient également présente (en service ou en exposition) :
  - Infrabel : Les locomotives diesel 5528 (1961), 6219 (1962), 6305 (1966) & 6316 (1966).
  - DB Cargo : La locomotive diesel 6466 (1992).
  - HSL Belgium : La locomotive diesel Class 66 no 653-03 et la locomotive électrique Traxx no 186.381-0 (en exposition).

La Fête du Rail 2019, a eu lieu les 17 & 18 août. Une locomotive à vapeur était invitée (en service) :
- Une locomotive diesel historique de l'association : 5183 (1963).
- Deux locomotives de la collection du musée national Train World (SNCB) :
  - La locomotive à vapeur 29.013 (1945).
  - La locomotive diesel 5512 (1962).
- Quelques locomotives (et voitures à voyageurs) venant de différentes sociétés privée étaient également présente (en service ou en exposition) :
  - SNCB : La locomotive électrique 1801 (2011) en exposition et la locomotive diesel 7743 (2001). Deux voitures à voyageurs de type I6 (A9 - 1re classe) no 11.604 & (B11 - 2e classe) no 12.615 (1977) en exposition. Une voiture à voyageurs de type I10 (B11 - 2e classe) no 12.760 (1977) en exposition.
  - Infrabel : Les locomotives diesel 5528 (1961) & 5540 (1962).
  - DB Cargo : La locomotive diesel 6511 (1994) et la locomotive électrique Traxx no 186.495 (en exposition).

La Fête du Rail 2020, n'a pu avoir lieu à cause de la pandémie de Covid-19.
La Fête du Rail 2021, à pu avoir lieu les 14 & 15 août, mais de manière "light".
- Une locomotive diesel historique de l'association : 5205 (1955).
- Deux locomotives diesel de la collection du musée national Train World (SNCB) : 6041 (1964) & 5166 (1963).
- La locomotive diesel 5922 (1954) du Stoomtrein Dendermonde-Puurs (en exposition).
- Quelques locomotives venant de différentes sociétés privée étaient également présente (en service ou en exposition) :
  - SNCB : La locomotive électrique 2148 (1987) en exposition.
  - Infrabel : La locomotive diesel 6223 (1963) en exposition.
  - Tuc Rail : La locomotive diesel 5508 (1962).
  - RTB-Cargo : La locomotive diesel Class 66 PB17 et la locomotive électrique Vectron no 193.565 (en exposition).

La Fête du Rail 2022, a eu lieu les 13, 14 & 15 août, sur le thème : Spécial 30e Anniversaire de l'asbl (1992-2022). Une locomotive à vapeur était invitée (en service) :
- La locomotive à vapeur (030T) Tubize no 2069 dite "HELENA" (1927) venant du Stoomtrein Dendermonde-Puurs (limitée en gare de Spontin à la suite des restrictions sécheresse liées à une canicule).
- Deux locomotives diesel historique de l'association : 5183 (1963) & 5205 (1955).
- Deux locomotives diesel de la collection du musée national Train World (SNCB) : 5404 (1957) & 5512 (1962).
- Quelques locomotives venant de différentes sociétés privées étaient également présente (en service ou en exposition) :
  - SNCB : La locomotive électrique 1351 (2001) & la voiture "Bar/Disco" (SR3) no 17.903 (en exposition).
  - Tuc Rail : Les locomotives diesel 7800 (2003) & 5508 (1962).
  - DB Cargo : Les locomotives diesel 6519 (1994) & 6471 (1992) et la locomotive électrique Vectron no 193.342 (en exposition).
  - Vossloh : La locomotive diesel hybride DE18 (2017).

La "Fête du Rail" 2023 a eu lieu les 12, 13 & 15 août. Une locomotive à vapeur était invitée (en service) :
- La locomotive à vapeur (030T) Tubize no 2069 dite "HELENA" (1927) venant du Stoomtrein Dendermonde-Puurs.
- Quatre locomotives diesel historique de l'association : 5183 (1963), 5205 (1955), 7305 (1965) & 7402 (1977).
- Trois locomotives de la collection du musée national Train World (SNCB) :
  - Les locomotives diesel 5166 (1963) & 5512 (1962) et la locomotive électrique 1187 (1986) en exposition.
- Quelques locomotives et voitures à voyageurs venant de différentes sociétés privées étaient également présente (en service ou en exposition) :
  - SNCB : Les locomotives électrique 2141 (1987) & 2715 (1982). Cette dernière a été repeinte en livrée "New Look" (comme la série 18) en exposition. Les voitures "Bar/Disco" (SR3) no 17.903 & "WR Restaurant" no 16.005 (en exposition). Deux voitures à voyageurs de type I6 (A9 - 1re classe) no 11.611 & no 11.618 (1977) en exposition.
  - Infrabel : La locomotive diesel 6305 (212.205) de 1966.
  - Tuc Rail : La locomotive diesel 7800 (2003) en exposition.
  - DB Cargo : Les locomotives diesel 6508 (équipé du système de sécurité ETCS) & 6520 "Green" (1994) et la locomotive électrique Traxx no 186.237 (en exposition).
  - RailTraxx : La locomotive diesel Class 66 no 266 031-4 (en exposition).
  - TCA Rail : La locomotive électrique Traxx no 186.235 (2009) en exposition.
  - Arriva : L'automotrice Stadler Flirt 3 no 551 (en exposition).

La "Fête du Rail" 2024 a eu lieu les 15, 17 & 18 août. Le festival en tant que tel n'a pas eu lieu sur la ligne du Bocq en raison de grands travaux d'infrastructures. Il a été remplacé par une grande exposition de matériels anciens et modernes sur le site du musée "Rétro-Train" (musée du PFT) à Saint-Ghislain.
- Une rame voyageurs historique (encadrée) à circuler sur le réseau ferré national entre Saint-Ghislain les lignes 100 & 242. Il était composée de la locomotive diesel 5519 (1961) de l'association de la 7753 (2001) et de la 2143 (1987). La rame était composée de 3 voitures à voyageurs de type M4 : (A9 - 1re classe) no 51.002 + no 51.027 + (A7D - 1re classe + fourgon) no 78.020.
- Quelques locomotives et voitures à voyageurs venant de différentes sociétés privées étaient également présentes (en exposition) :
  - SNCB : Les locomotives électrique 1885 (2012) et 2715 (1982), les voitures "Bar/Disco" (SR3) no 17.903 & "WR Restaurant" no 16.005 et la voiture à voyageurs de type I10 (A - 1re classe) no 11.003.
  - Infrabel : La locomotive diesel 6305 (212.205) de 1966 et l'autorail caténaires ES-907 (2018).
  - DB Cargo : La locomotive diesel 6520 "Green" (1994) et la locomotive électrique Traxx no 186.237.

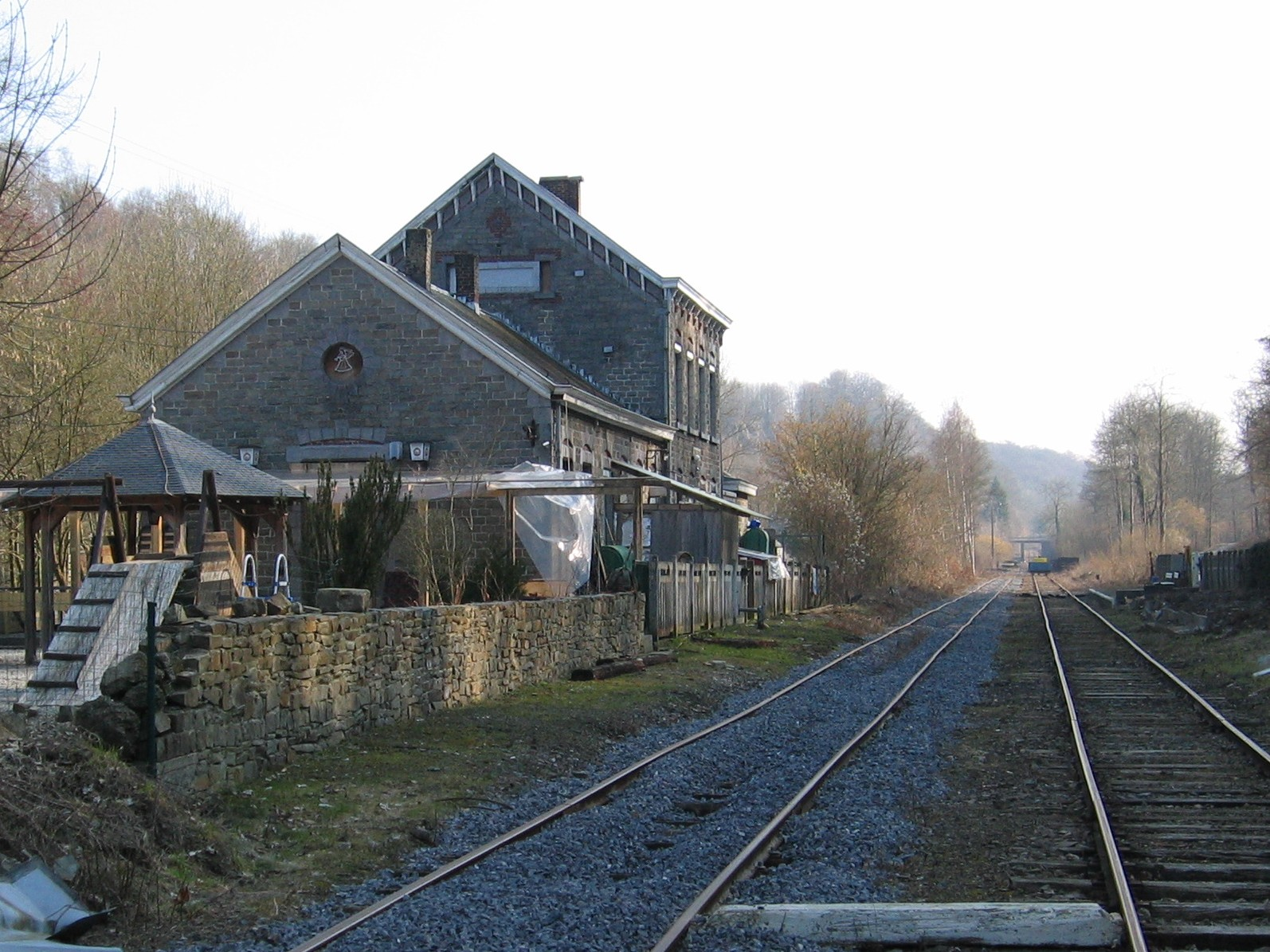
La gare de Dorinne-Durnal avant sa rénovation.
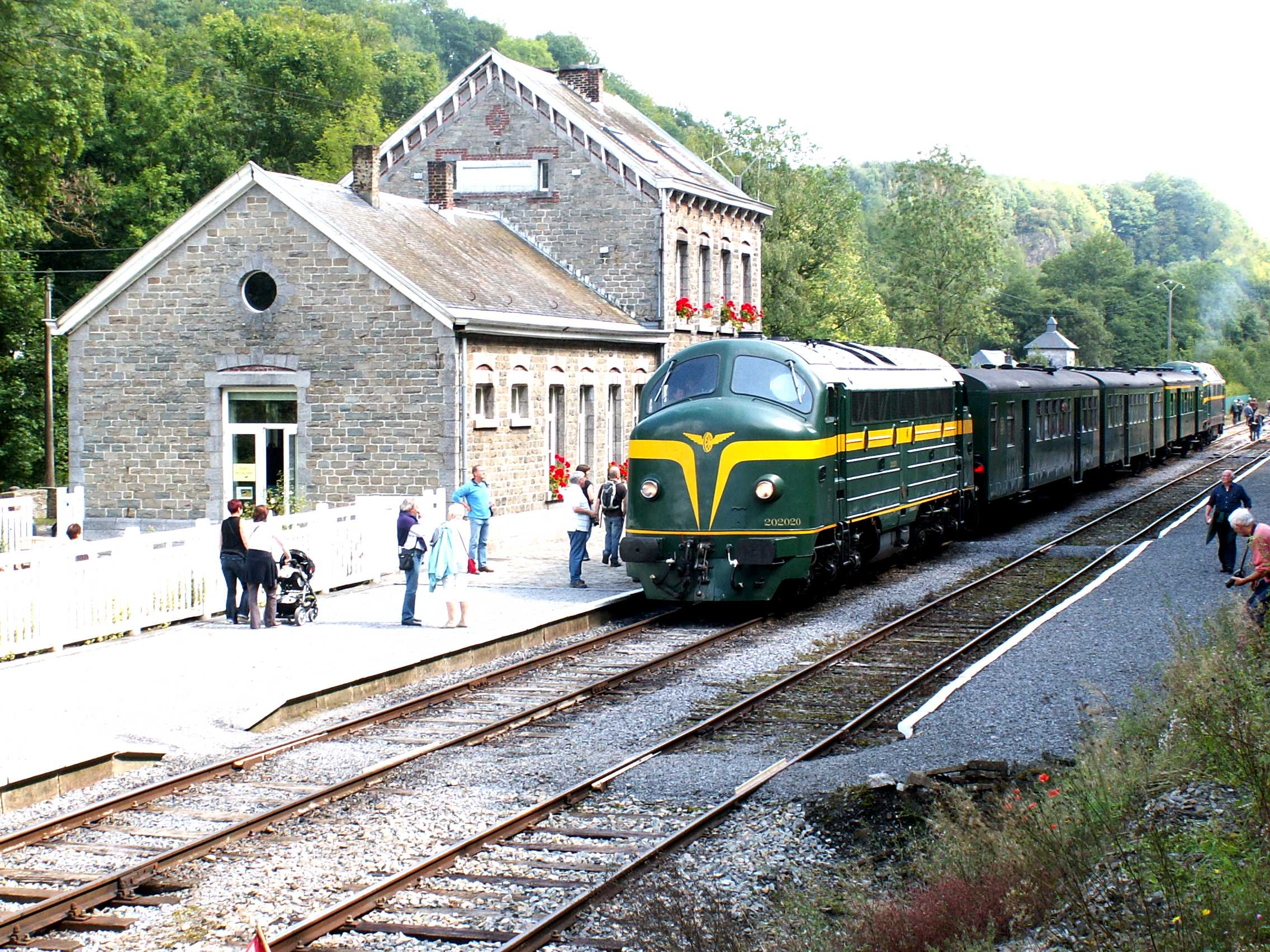
La gare de Dorinne-Durnal après sa rénovation.
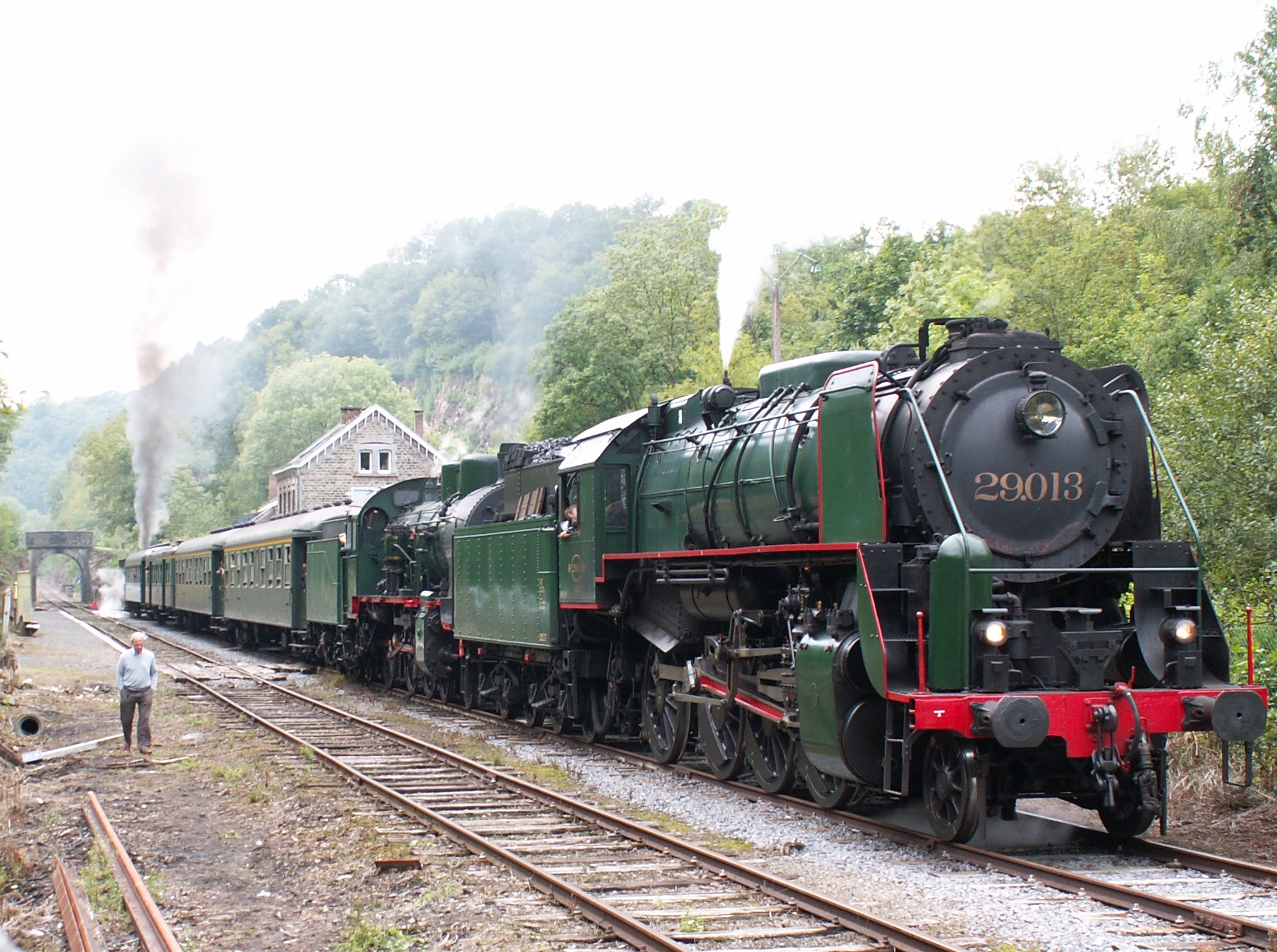
La locomotive à vapeur 29.013 lors du "Festival Vapeur" de 2010 (le 14 août).
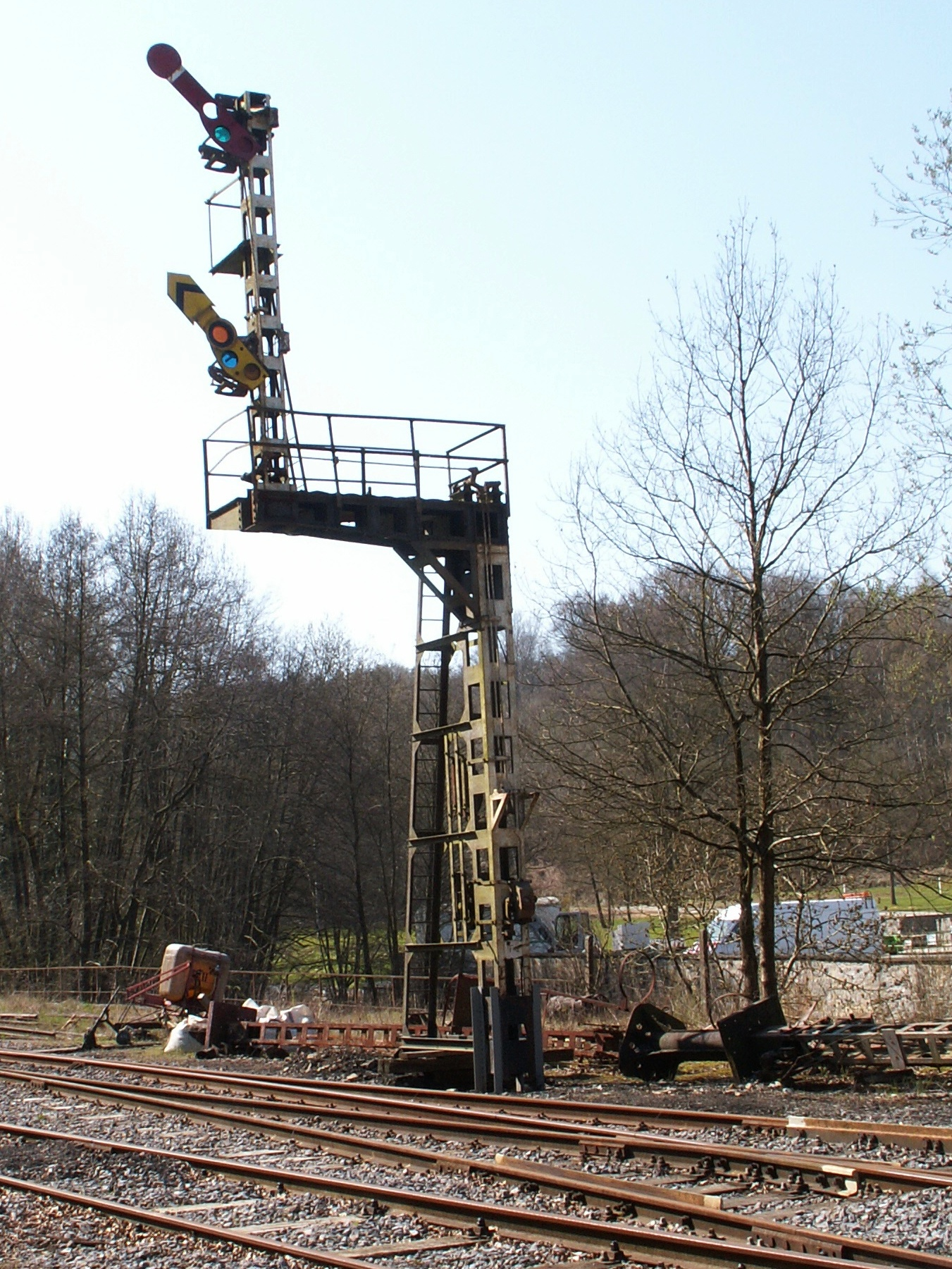
Un signal mécanique replanté en gare de Spontin.
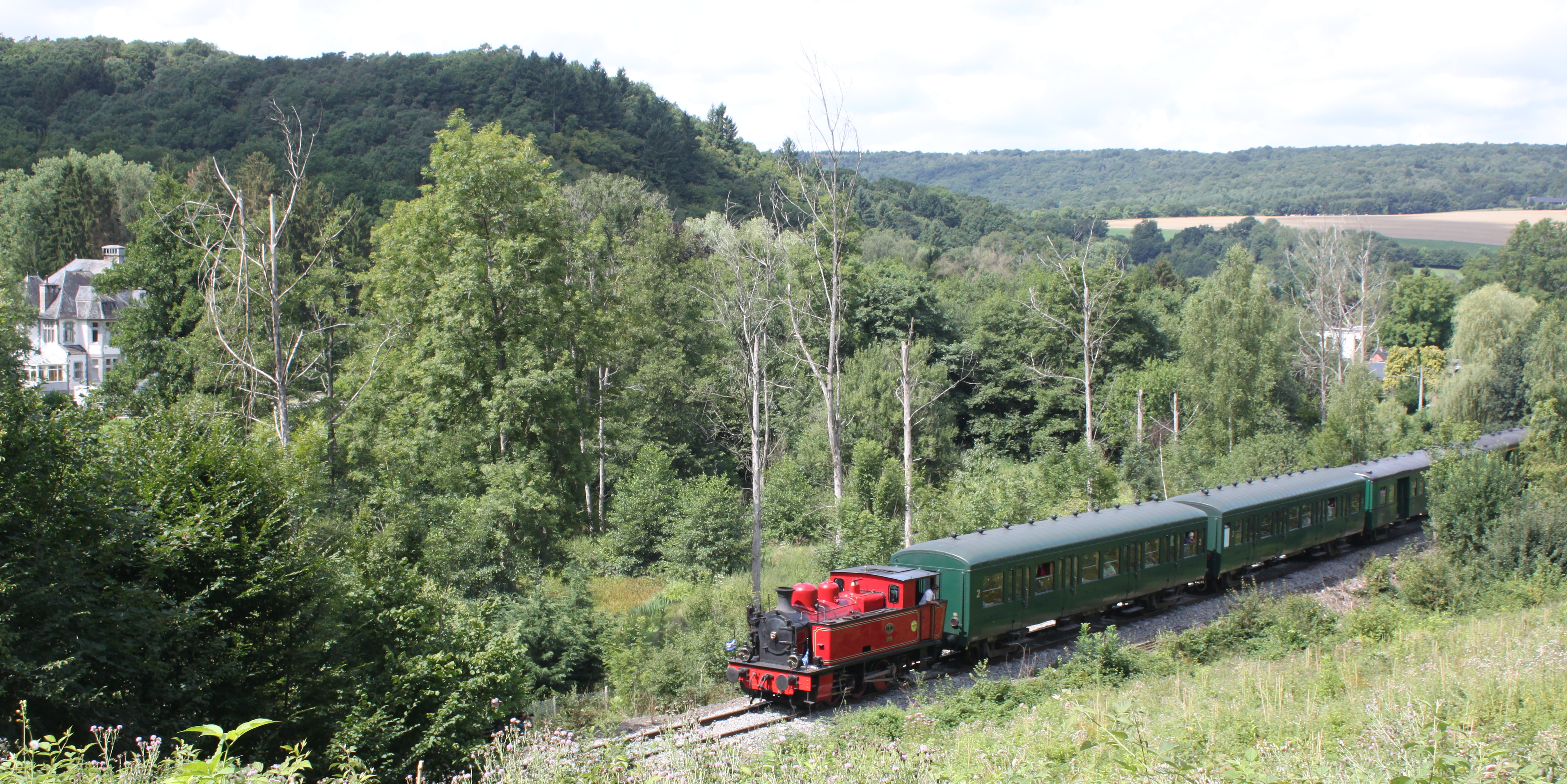
La locomotive à vapeur (030T) La Meuse no 3 dite "Bison" du Stoomtrein Goes-Borsele (Pays-Bas) vue à Bauche, lors du "Festival Vapeur" de 2015 (le 16 août).